# 中国人民解放军陆军合成第一二五旅
合成第一二五旅（英語：125th Combined Arms Brigade），是中国人民解放军陆军第七十四集团军下辖的一个两栖合成旅，驻地广东省惠州市。

## 历史概述
2017年两栖机步第一二四师拆分出三七二团组成两栖合成第一二五旅，即本旅，为现有编制。

## 沿革[1]
参考资料：
| 部隊番號                 | 使用時期                 |
| ------------------------ | ------------------------ |
| 辽南军区独立师第三团     | 1946年5月18日-1947年8月  |
| 辽东军区独立第一师第三团 | 1947年8月-1948年3月13日  |
| 东北人民解放军第三十九团 | 1948年3月13日-1948年11月 |
| 中国人民解放军第三七二团 | 1948年11月-1960年1月     |
| 步兵第三七二团           | 1960年1月-1985年9月      |
| 摩托化步兵第三七二团     | 1985年9月-1998年10月     |
| 两栖机械化步兵第三七二团 | 1998年10月-2017年4月     |
| 合成第一二五旅           | 2017年4月至今            |